# منتخب تونس تحت 23 سنة لكرة السلة 3x3
منتخب تونس تحت 23 سنة لكرة السلة 3x3 (بالفرنسية: Équipe de Tunisie de basket-ball à trois des 23 ans et moins)‏ هو ممثل تونس الرسمي في المنافسات الدولية في كرة السلة 3×3.

## مقالات ذات صلة
- منتخب تونس لكرة السلة
- منتخب تونس لكرة السلة للمحليين
- منتخب تونس لكرة السلة للسيدات
- منتخب تونس تحت 20 سنة لكرة السلة
- منتخب تونس تحت 19 سنة لكرة السلة
- منتخب تونس تحت 17 سنة لكرة السلة
- منتخب تونس تحت 20 سنة لكرة السلة للسيدات
- منتخب تونس تحت 19 سنة لكرة السلة للسيدات
- منتخب تونس تحت 17 سنة لكرة السلة للسيدات
- منتخب تونس لكرة السلة 3x3
- منتخب تونس تحت 23 سنة لكرة السلة 3x3
- منتخب تونس تحت 18 سنة لكرة السلة 3x3
- منتخب تونس لكرة السلة 3x3 للسيدات
- منتخب تونس تحت 23 سنة لكرة السلة 3x3 للسيدات
- منتخب تونس تحت 18 سنة لكرة السلة 3x3 للسيدات
- الجامعة التونسية لكرة السلة

## روابط خارجية
- الموقع الرسمي للجامعة التونسية لكرة السلة.